# Etan Cohen
Ne pas confondre avec le scénariste Ethan Coen, frère de Joel
Pour les articles homonymes, voir Cohen.
Etan Cohen est un scénariste américain né à Nazareth en Israël le 14 mars 1974.

## Biographie
À l'âge de 19 ans, alors qu'il faisait ses études en Israël, conçoit et rédige, à l'essai, un des épisodes de la série animée Beavis et Butt-Head, qu'il propose à son créateur Mike Judge. Ce dernier, étant impressionné par le résultat, l'invite à travailler avec lui. Leur collaboration durera trois ans et engendra plusieurs épisodes, dont un mémorable où Beavis et Butt-Head jouent les faux-monnayeurs en photocopiant des billets de banque. 

Après avoir passé une licence de yiddish à Harvard, Cohen s'installe à Los Angeles et signe un contrat avec Walt Disney Television Animation. Il travaille ensuite dans l'équipe rédactionnelle de It's Like, You Know..., puis retrouve Mike Judge dans la série King of the Hill (Les Rois du Texas ou Henri pis sa gang (Québec)), dont il est successivement conseiller à l'écriture et coproducteur exécutif. Durant cette période, il remporte en 2012 l'Annie Awards du meilleur scénario pour l'épisode « Ceci n'est pas une King of the Hill », avant de se consacrer au cinéma.

## Filmographie

### Scénariste
- 1995 : Beavis et Butt-Head (Beavis and Butt-Head) - Saison 5, épisode 49
- 1997 : Beavis et Butt-Head (Beavis and Butt-Head) - Saison 7, épisode 7
- 1999 : La Cour de récré (Recess) - Saison 4, épisodes 14 et 25
- 1999 : It's Like, You Know... - Saison 2, épisodes 8 et 11
- 2001-2005 : Les Rois du Texas (King of the Hill) - 12 épisodes
- 2006 : Idiocracy de Mike Judge
- 2006 : American Dad! - Saison 3, épisode 3
- 2007 : My Wife Is Retarded (court-métrage) d'Etan Cohen
- 2008 : Tonnerre sous les tropiques (Tropic Thunder) de Ben Stiller
- 2008 : Madagascar 2 : La Grande Évasion (Madagascar: Escape 2 Africa) d'Eric Darnell et Tom McGrath
- 2012 : Men in Black 3 de Barry Sonnenfeld
- 2015 : En taule : Mode d'emploi (Get Hard) de lui-même
- 2018 : Holmes and Watson de lui-même
- 2023 : Merry Little Batman de Mike Roth
- 2024 : Brothers de Max Barbakow

### Producteur
- 2003 : Les Rois du Texas (King of the Hill) (coproducteur exécutif)
- 2005 : American Dad! (coproducteur exécutif)
- 2007 : My Wife Is Retarded (court-métrage) d'Etan Cohen

### Réalisateur
- 2007 : My Wife Is Retarded (court-métrage)
- 2015 : En taule : Mode d'emploi (Get Hard)
- 2018 : Holmes et Watson (Holmes and Watson)

## Distinctions

### Récompenses
- Annie Awards 2005 : meilleur scénario d'un épisode de série d'animation pour Les Rois du Texas[1]
- U.S. Comedy Arts Festival 2007 : meilleur court-métrage pour My Wife Is Retarded

### Nominations
- Annie Awards 2009 : meilleur scénario d'un film d'animation pour Madagascar 2 : La Grande Évasion partagé avec Eric Darnell et Tom McGrath.